# Taninthayi
Taninthayi (birm. တနင်္သာရီတိုင်းဒေသကြီး /tənɪ́ɴθàjì táɪɴ dèθa̰ dʑí/, ang. Tanintharyi Region) – jedna z prowincji w Mjanmie (Birmie), ze stolicą w Tawè. 
Prowincję zamieszkują 1 406 434 osoby, z których 24% zasiedla tereny zurbanizowane.